# Hannah Wittonová
Hannah Lisa Wittonová (nepřechýleně Witton; * 19. února 1992 Manchester) je anglická YouTuberka, moderátorka a spisovatelka. Hannah vytváří videoblogy a informační obsah, který se většinou zaměřuje na vztahy, sex a sexuální zdraví, otázky osvobození a blahobytu, literaturu a cestování.
Její debutová kniha Doing It, zaměřená na sex a vztahy, vyšla pro evropské čtenáře 6. dubna 2017 a v Americe 3. července 2018. Její druhá kniha The Hormone Diaries: The Bloody Truth About Our Periods, vyšla v červnu 2019.

## Raný život a vzdělání
Hannah se narodila v Manchesteru. Ačkoli vyrůstala v Anglii, jako dítě žila jeden rok v Austinu v Texasu. Je židovského původu. Navštěvovala školu Loreto Sixth Form College v Hulme, a poté Birminghamskou univerzitu, kde vystudovala historii a zajímala se zejména o sexuální historii. Hannah video, History of Homosexuality se v roce 2013 stalo finalistou soutěže The Guardian.

## Život
V roce 2017 získala cenu UK Blog Award, a v roce 2018 cenu Blogosphere Award jako Vlogger roku. Hannah je jediná ředitelka společnosti Snake People Media Ltd, která byla založena 18. března 2016.

### YouTube
Hannah začala vytvářet videa na YouTube 17. dubna 2011 jako Hannah „Girason“. Je známá svými videi, ve kterých pomáhá mladým ženám se sexuálním zdravím a vztahy. V roce 2014 moderovala genderový panel na festivalu Summer in the City 2014. V listopadu 2016 byla jmenována jednou z osmi dívčích šampionek v rámci kampaně BBC 100 Women.
Hannah Wittonová je jednou ze tří členek internetového čtenářského klubu známého jako „Banging Book Club“. Spolu se dvěma kolegyněmi, Lucy Moonovou a Leenou Normsovou, každý měsíc přečte jednu knihu a pak o ní společně diskutují v podcastu zveřejňovaném na iTunes, SoundCloudu a YouTube. Do svého podcastu si občas zvou i hosty. Knihy často obsahují témata týkající se sexu, vztahů a feminismu.
Na konci roku 2019 Hannah spustila svůj druhý kanál na YouTube „More Hannah“, kde zveřejňuje obsah týkající se životního stylu a produktivity. Na jejím hlavním kanálu se objevily série jako The Hormone Diaries, kde v současné době dokumentuje svou cestu za plodností při snaze o početí.

### Psaní
Hannah první kniha, Doing It!, v Evropě vyšla 6. dubna 2017 a v Americe 3. července 2018. Kniha se zaměřuje na sex a vztahy včetně osobních zkušeností.
Její druhá kniha, The Hormone Diaries: The Bloody Truth About Our Periods, se zabývá zkušenostmi s menstruací. Vyšla v červnu 2019.

### Podcast
V květnu 2019 Wittonová spustila podcast Doing It with Hannah Witton, který zaměřený na sex, vztahy, tabu a naše těla. Podcast má formát rozhovoru, kdy si Wittonová pozve hosta a v rozhovoru s ním hovoří o tématu, které je pro něj odborné. Podcast je distribuován společností Global.

### Televize a rádio
V únoru 2016 Hannah uváděla pořad o sexu a vztazích na televizi ITV2.
Wittonová byla hostující moderátorkou rozhlasové stanice BBC Radio 5 Live, kde se věnovala otázkám souvisejícím se sexem a vztahy, a mnohokrát byla hostem v různých rozhlasových diskusních pořadech BBC. Wittonová měla týdenní rozhlasový pořad The Hannah Witton Show a spoluuváděla jednu epizodu The Calum McSwiggan Show, na internetové rozhlasové stanici Fubar Radio.

## Osobní život
Po těžkém vzplanutí ulcerózní kolitidy, Hannah v lednu 2018 podstoupila ileostomii. V prosinci se zúčastnila diskuse „Sex and Science“ v rámci charitativního pořadu Yogscast Jingle Jam.
V srpnu 2019 požádala o ruku Daniela Leadleyho. V listopadu 2021 Hannah potvrdila, že pár čeká své první společné dítě, které se má narodit koncem dubna 2022.